# Theodor Bergmann (Politiker)

Theodor Bergmann

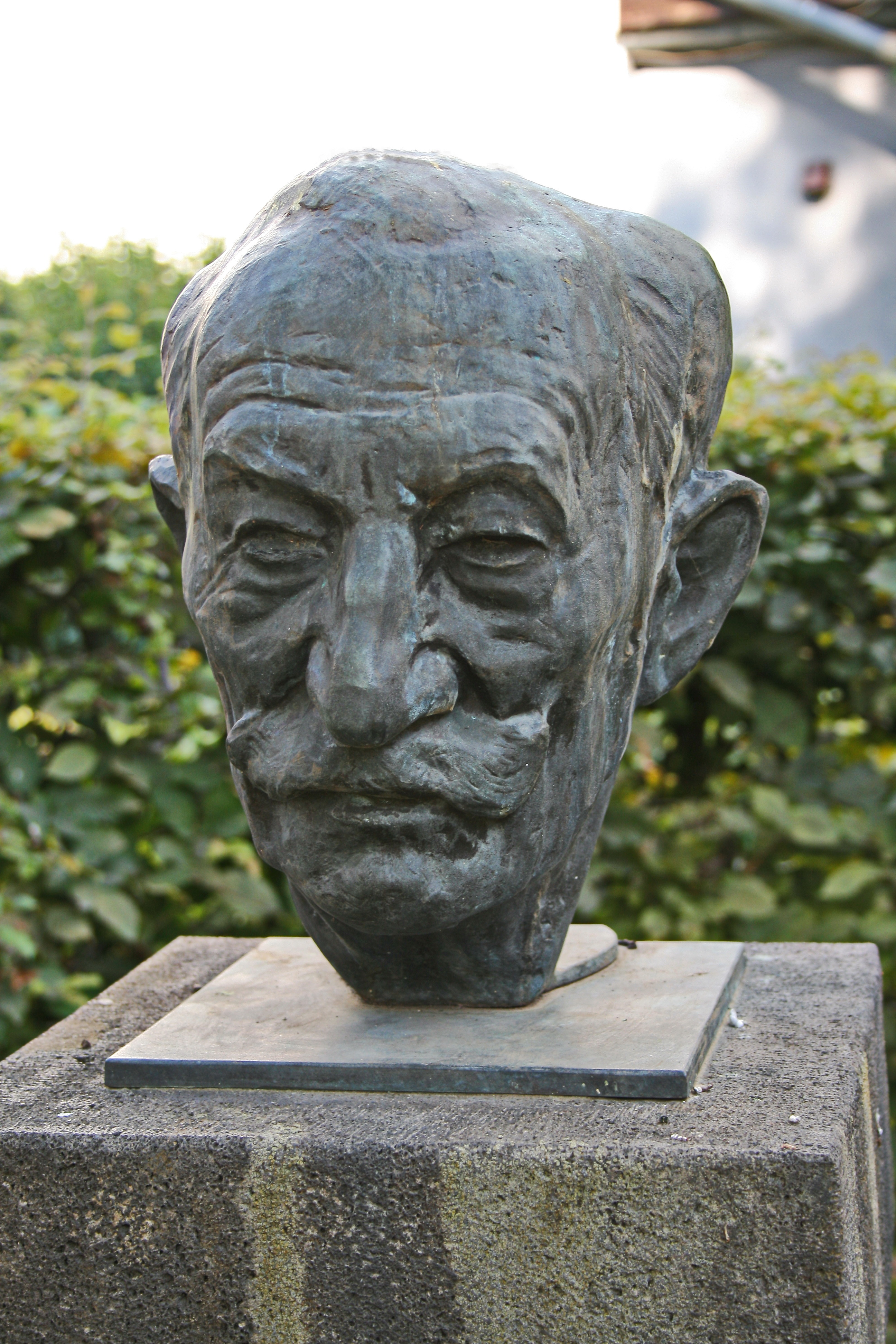
Bergmann-Büste in Kevelaer

Theodor Bergmann (* 29. Dezember 1868 in Kevelaer; † 17. Mai 1948 ebenda) war ein deutscher Politiker der Zentrumspartei und der CDU, Unternehmer und Schriftsteller.

## Leben
Nach dem Besuch der Volksschule in Kevelaer und der Rektoratsschule in Berken übernahm Bergmann 1885 die väterliche Schuhfabrik. Diese besteht heute noch als Schuhfabrik Theodor Bergmann GmbH in Kevelaer. Er war viele Jahre Vorsitzender des Vereins der Schuhfabrikanten am Niederrhein. Ab 1903 war er zudem Geschäftsführer des Volksvereins für das katholische Deutschland im Kreis Geldern. Von 1923 bis 1939 leitete Bergmann den Kevelaerer Museumsverein. 1946 gehörte er zu den Mitbegründern der CDU in Kevelaer und war deren erster Vorsitzender. Darüber hinaus trat Bergmann auch als Schriftsteller hervor, unter anderem mit dem Band Maisüches on Heijblumme (1926), der das bereits 1910 verfasste Kevelaerer Heimatlied Wo hör ek t'hüß? enthält.
Bergmann gehörte zwölf Jahre dem Gemeinderat von Kevelaer an. 1919/20 war er Mitglied der Weimarer Nationalversammlung.

## Werke
- Den alde Liffste. Lustiger Einakter. Thomas-Druckerei u. Buchhandlung, Kempen 1925. (= Kempener Theater-Bibliothek. 124.)
- Der Schmied von Kevelaer. Schauspiel mit Gesang in 5 Akten. Thomas-Druckerei u. Buchhandlung, Kempen 1925. (= Kempener Theater-Bibliothek. 125.)
- Maisüches on Heijblumme. Gedichte und Erzählungen in niederrheinischer Mundart. Butzon & Bercker, Kevelaer 1926; 2. Aufl. ebd. 1939; Neuaufl.: Staufen-Verl., Köln u. Krefeld 1948; unveränd. Nachdrucke: Butzon & Bercker, Kevelaer 1973, 1997.
- De gnädege Frau. Lustspiel in 2 Aufzügen Thomas-Druckerei, Kempen 1931. (= Kempener Theater-Bibliothek. 143.)
- Öm de Dochter on de Kuw. Lustspiel in 2 Aufzügen. Thomas-Druckerei, Kempen 1931. (= Kempener Theater-Bibliothek. 144.)
- Der Wallfahrtsort Kevelaer. Mit Holzschnitten von Heinrich Evertz. Butzon & Bercker, Kevelaer 1949.